# Michel Landuyt
Michel Landuyt (8 mei 1959) is Belgisch advocaat, curator en politicus voor Open Vld. Van 2001 tot 2012 was hij burgemeester van Middelkerke. 

## Levensloop
Michel Landuyt liep school aan de lagere gemeenteschool in Middelkerke en het Koninklijk Atheneum in Oostende. Hij studeerde rechten aan de Vrije Universiteit Brussel. In 1982 werd hij advocaat.
Hij werd in 1989 namens de liberale PVV gemeenteraadslid van Middelkerke. Hij was van 1992 tot 2000 fractieleider voor de VLD (later Open Vld). In 2001 werd hij in opvolging van Frank Verlinde burgemeester. Onder zijn bewind werd onder meer het Epernayplein heraangelegd. Bij de gemeenteraadsverkiezingen van 2006 kreeg Landuyt 2.390 voorkeursstemmen, minder dan partijgenote Janna Rommel-Opstaele, die 2.613 voorkeursstemmen behaalde. Hij bleef toch burgemeester. Zijn benoeming werd echter uitgesteld wegens een onderzoek naar favoritisme aan een vzw voor het plaatsen van een ijspiste. Hij werd in 2007 veroordeeld, maar in beroep vrijgesproken. Hij was die tijd burgemeester, maar legde pas in 2010 de eed bij gouverneur Paul Breyne af. In 2012 legde hij het ambt van burgemeester neer. Hij werd begin 2013 door Rommel-Opstaele opgevolgd. Daarna was hij schepen van Toerisme van 2013 tot 2018. Na de gemeenteraadsverkiezingen van 2018 nam Landuyt zijn zetel in de gemeenteraad niet op en stapte bijgevolg uit de politiek.